# Arabis collina
Arabis collina är en korsblommig växtart som beskrevs av Michele Tenore. Arabis collina ingår i släktet travar, och familjen korsblommiga växter. Inga underarter finns listade i Catalogue of Life.